# 阿米斯克湖
阿米斯克湖是加拿大薩斯喀徹溫省的湖泊，長35公里、寬19公里，面積347平方公里，集水區面積14,600平方公里，海拔高度294米，最大水深60米。

## 外部連結
- Statistics Canada
- Anglersatlas.com
- Fish Species of Saskatchewan

54°30′N 102°18′W / 54.5°N 102.3°W